# Луиза де Колиньи
Луиза де Колиньи (фр. Louise de Coligny; 23 сентября 1555, Шатийон-сюр-Луан — 13 ноября 1620, Фонтенбло) — французская аристократка из рода Колиньи, четвёртая супруга Вильгельма I Оранского, княгиня Оранская-Нассау.

## Биография
Луиза была старшим ребёнком адмирала Франции Гаспара II де Колиньи и его супруги, Шарлотты де Лаваль (1530—1568), дочери графа Ги XVI де Лаваль-Монфор. Получила всестороннее, но строго протестантское образование. После ранней смерти матери воспитывалась королевой Наварры Жанной III. Здесь Луиза познакомилась и завоевала дружбу сына Жанны, будущего короля Франции Генриха IV.
В возрасте 17 лет (в 1571) Луиза, по совету отца, выходит замуж за Шарля де Телиньи (1535—1572), фаворита короля Карла IX. Брак этот оказался недолгим, так как граф де Телиньи, как и отец Луизы Гаспар де Колиньи, были убиты в Варфоломеевскую ночь 24 августа 1572 года, отказавшись перейти в католичество. После этих трагических событий Луиза де Колиньи, вместе со своей свекровью Жаклин д’Энтремон, вынуждена была бежать из Франции — сперва в Савойю, затем в Швейцарию — в Базель и в Берн. После эдикта в Больё она возвращается во Францию в 1576 году и живёт в имениях её покойного супруга в Льервилле. Лишь однажды Луиза появляется при королевском дворе — с прошением о возвращении ей титула и имущества убитого отца.
21 апреля 1583 года, в Антверпене, Луиза де Колиньи вторично выходит замуж — за штатгальтера Нидерландов Вильгельма I Оранского-Нассау, став его четвёртой по счёту женой. В 1584 году у Вильгельма и Луизы родился сын Фредерик-Генрих, в будущем принц Оранский. После убийства в 1584 году и её второго супруга, Вильгельма — в присутствии самой Луизы — она занимается воспитанием своего сына и дочерей Вильгельма от третьего брака в традициях протестантизма и занимается их будущими браками. Для поддержания постоянных контактов с французскими протестантами — гугенотами Луиза, вместе со своими падчерицами Елизаветой Оранской-Нассау и Шарлоттой Брабантиной Оранской-Нассау в 1594 году приезжает в Париж, где посещает королевский двор. Особенно озабочена Луиза была судьбой своей внучки, Шарлотты де Ла Тремуйль, будущей графини Дерби. В связи с весьма уважаемым протестантским происхождением, тесными связями с гугенотской аристократией и многолетней дружбой с королём Генрихом IV, Луиза де Колиньи была весьма влиятельной фигурой в политическом мире как Франции, так и Нидерландов.
Длительное время Луиза де Колиньи прожила в Дельфте. За год до своей смерти она приехала во Францию, ко двору королевы Марии Медичи во дворце Фонтенбло. В течение всей своей жизни Луиза де Колиньи оставалась преданной протестантской вере. Похоронена в Ньивекерк Делфте.